# Joe Niekro
Joseph Franklin Niekro, mais conhecido como Joe Niekro, (Martins Ferry, 7 de novembro de 1944 — Tampa, 27 de outubro de 2006) foi um jogador profissional de beisebol norte-americano.

## Carreira
Joe Niekro foi campeão da World Series 1987 jogando pelo Minnesota Twins. Na série de partidas decisiva, sua equipe venceu o St. Louis Cardinals por 4 jogos a 3.

## Morte
Em 26 de outubro de 2006, Niekro sofreu um aneurisma cerebral e não resistiu, vindo a falecer no dia seguinte, aos 61 anos.